# Amtsgericht Ladenburg
Das Amtsgericht Ladenburg war ein Gericht der ordentlichen Gerichtsbarkeit in Ladenburg im Großherzogtum Baden. Zunächst gehörte es zum Bezirk des Hofgerichts des Unterrheinkreises, später des Kreis- und Hofgerichts Mannheim.

## Geschichte
Das Amtsgericht Ladenburg wurde im Jahr 1857 im Rahmen der Trennung von Rechtsprechung und Verwaltung in Baden während der staatlichen Neuorganisation nach der Revolution 1848/49 gegründet. Dem Gericht war das Hofgericht des Unterrheinkreises in Mannheim übergeordnet. Im Jahre 1864 nahm das Kreis- und Hofgericht Mannheim die Stellung des übergeordneten Gerichts ein. Im Jahre 1872 wurde das Amtsgericht Ladenburg aufgehoben und das Amtsgericht Mannheim übernahm dessen Bezirk.